# Бэтч, Колин
Ко́лин Бэ́тч (англ. Colin Batch, 27 марта 1958, Мельбурн, Австралия) — австралийский хоккеист (хоккей на траве), полевой игрок, тренер. Участник летних Олимпийских игр 1984 и 1988 годов как игрок, 2012 и 2016 годов как тренер. Чемпион мира 1986 года, двукратный бронзовый призёр чемпионатов мира 1982 и 1990 годов.

## Биография
Колин Бэтч родился 27 марта 1958 года в австралийском городе Мельбурн.

### Игровая карьера
В 1977—1992 годах играл за штат Виктория, в 1985—1992 годах был капитаном команды. Трижды выигрывал чемпионат Австралии (1985, 1988, 1992).
В 1984 году вошёл в состав сборной Австралии по хоккею на траве на летних Олимпийских играх в Лос-Анджелесе, занявшей 4-е место. Играл в поле, провёл 7 матчей, забил 1 мяч в ворота сборной Индии.
В 1988 году вошёл в состав сборной Австралии по хоккею на траве на летних Олимпийских играх в Сеуле, занявшей 4-е место. Играл в поле, провёл 6 матчей, забил 2 мяча (по одному в ворота сборных Кении и Нидерландов).
В 1986 году завоевал золотую медаль на чемпионате мира в Лондоне. Кроме того, на его счету две бронзы — в 1982 году в Бомбее и в 1990 году в Лахоре.
Выиграл десять медалей Трофея чемпионов: четыре золота (1983—1985, 1989), три серебра (1981—1982, 1986), три бронзы (1980, 1987—1988). В 1980—2009 годах владел рекордом турнира, сделав самый быстрый хет-трик за 8 минут в матче со сборной Нидерландов. После этого его достижение превзошёл Нам Хёнву из сборной Южной Кореи, трижды забивший испанцам за 7 минут.
В 1979—1990 годах провёл за сборную Австралии 175 матчей, забил 100 мячей. В 1987—1988 годах был её вице-капитаном.

### Тренерская карьера
Начал тренерскую карьеру в Австралии в качестве клубного тренера. В конце 80-х — начале 90-х тренировал Вэйверли, с которым в 1989 и 1991 годах выигрывал чемпионат штата Виктория. В 1994 году выиграл чемпионат страны с Квинслендом, в 1995 году — с Таунсвиллом, в 1998 году — с Мельбурном.
В 2000 году награждён Австралийской спортивной медалью.
В 2001—2008 годах был ассистентом главного тренера сборной Австралии по хоккею на траве. В этот период «кукабуррас» выиграли две золотых медали летних Олимпийских игр (2004, 2008), два серебра чемпионата мира (2002, 2006), пять медалей Трофея чемпионов (золото — 2005, 2008, серебро — 2001, 2003, 2007), два золота Игр Содружества (2002, 2006).
В 2010—2012 годах тренировал сборную Бельгии по хоккею на траве. С ней в 2011 году выиграл золото Вызова чемпионов и занял 4-е место на чемпионате Европы, в 2012 году занял 5-е место на хоккейном турнире летних Олимпийских игр в Лондоне. В 2010—2011 годах параллельно тренировал бельгийский «Драгонз», с которым дважды выиграл чемпионат страны.
В 2012—2016 годах был главным тренером сборной Новой Зеландии, с которой в сезоне-2012/13 завоевал серебро Мировой лиги. В 2016 году занял с ней 7-е место на хоккейном турнире летних Олимпийских игр в Рио-де-Жанейро.
В декабре 2016 года был назначен главным тренером сборной Австралии.

## Семья
Женат, есть двое детей.